# Emmauskerk (Bergen op Zoom)
De Emmauskerk is een van oorsprong katholiek kerkgebouw in de Noord-Brabantse stad Bergen op Zoom, gelegen aan de Korenberg 90.

## Geschiedenis
De kerk werd gebouwd voor de wijk Noordgeest die ontstond in de jaren '80 van de 20e eeuw. De kerk werd in 1987 in gebruik genomen. In 2006 werd de kerk alweer onttrokken aan de eredienst en stond geruime tijd leeg. In 2010 werd de kerk weer in gebruik genomen, nu door de Vrijgemaakten.
De gemeente van de Vrijgemaakten ontstond in 1952 en hield de kerkdiensten tot dan toe in gehuurde ruimten, zoals in De Ark en de Evangelisch-Lutherse kerk. Pas in 2010 kreeg zij een eigen kerkgebouw. In 2023 gingen de Vrijgemaakten op in de Nederlandse Gereformeerde Kerken. De naam Emmauskerk, al in gebruik toen het nog een katholieke kerk was, bleef behouden.

## Gebouw
De kerk is een ontwerp van J.W.B. Bolder en P.J.B. Dille. Het is een zaalkerk op vierkante plattegrond, gebouwd in baksteen en gedekt door een tentdak. De kerk heeft ruim 100 zitplaatsen en er werden enkele nevenruimten bijgebouwd.